# Coto (Isabela)
Coto es un barrio ubicado en el municipio de Isabela en el estado libre asociado de Puerto Rico. En el Censo de 2010 tenía una población de 3.575 habitantes y una densidad poblacional de 276,56 personas por km².

## Geografía
Coto se encuentra ubicado en las coordenadas 18°28′51″N 66°58′52″O / 18.48083, -66.98111. Según la Oficina del Censo de los Estados Unidos, Coto tiene una superficie total de 12.93 km², de la cual 11.34 km² corresponden a tierra firme y (12.28%) 1.59 km² es agua.

## Demografía
Según el censo de 2010, había 3.575 personas residiendo en Coto. La densidad de población era de 276,56 hab./km². De los 3.575 habitantes, Coto estaba compuesto por el 85.68% blancos, el 6.88% eran afroamericanos, el 0.36% eran amerindios, el 0.08% eran asiáticos, el 3.69% eran de otras razas y el 3.3% pertenecían a dos o más razas. Del total de la población el 99.19% eran hispanos o latinos de cualquier raza.